# Toni Basil (álbum)
Toni Basil é o segundo álbum de estúdio da cantora e compositora norte-americana Toni Basil.
Apesar do sucesso de seu álbum anterior e o single "Mickey", o álbum foi um fracasso comercial. O primeiro single do álbum, "Over My Head", alcançou a #81 posição na Billboard Hot 100, sua terceira e última canção a entrar na parada.

## Faixas

### Internacional
1. "Over My Head" – 3:20
2. "Do You Wanna Dance" (Barry Blue) – 3:58
3. "Go for the Burn" (Nicky Chinn) – 4:04
4. "Street Beat" – 3:37
5. "Suspense" – 3:54
6. "Spacewalkin' the Dog" – 4:23
7. "Best Performance" (Gerald V. Casale) – 3:50
8. "Easy for You to Say" – 4:26
9. "I Don't Hear You" – 3:32

### U.S.
1. "Over My Head" (Franne Golde, Sue Shifrin) – 3:20
2. "I Don't Hear You" (Greg Mathieson, Trevor Veitch, Toni Basil) – 3:32
3. "Easy for You to Say" (Dennis Lambert, Peter Beckett) – 4:26
4. "Suspense" (Alan Roy Scott, Brian Short) – 3:54
5. "Go for the Burn" (Allee Willis, Bruce Roberts, Toni Basil) – 4:04
6. "Spacewalkin' the Dog" (Franne Golde, Richard Wolfe) – 4:23
7. "Street Beat" (Allee Willis, Bruce Roberts, Toni Basil) – 3:37
8. "Do You Wanna Dance" (Barry Blue) – 3:58
9. "Best Performance" (Allee Willis, Bruce Roberts, Toni Basil) – 3:50